# Bacolod-Silay Airport
Bacolod-Silay Airport (ook bekend als Bacolod-Silay International Airport) is een vliegveld in het noorden van het Filipijnse eiland Negros. Het vliegveld bevindt zich op het grondgebied van de stad Silay, ruim tien kilometer ten noorden van de provinciehoofdstad Bacolod. In 2007 werd de luchthaven geopend, waarna het oude vliegveld dat zich binnen de stad bevond gesloten kon worden. Hoewel het gebouwd is om dienst te doen als een internationaal vliegveld, zijn er slechts binnenlandse bestemmingen. Het heeft een regionale functie en bedient Negros Occidental.
Door de Civil Aviation Authority of the Philippines is het ingedeeld als Principal-Class 1, een klasse waarbinnen de grotere binnenlandse vliegvelden vallen. In 2008 werden 9860 vluchtbewegingen uitgevoerd van en naar het vliegveld. Er werden 843.488 passagiers vervoerd en 8.245 ton vracht.

## Luchtvaartmaatschappijen en bestemmingen
De volgende luchtvaartmaatschappijen vliegen op Bacolod-Silay City Airport (situatie november 2011):

- Cebu Pacific - Cebu, Manilla
- Airphil Express - Cebu, Manilla
- Philippine Airlines - Manilla
- Zest Airways - Manilla